# Frank Tipler
Frank Tipler, né le 1er février 1947 à Andalusia (Alabama), est professeur de physique mathématique de l'Université Tulane à La Nouvelle-Orléans. Également cosmologiste et spécialiste de la physique mathématique quantique, il est connu pour ses travaux sur les singularités dans les modèles cosmologiques à partir des techniques d'analyse globale des variétés introduites par Roger Penrose, Robert Geroch et Stephen Hawking en relativité générale. Il est célèbre pour ses travaux sur le principe anthropique  développé avec John Barrow. Il a rédigé avec celui-ci son ouvrage le plus orthodoxe et le moins spéculatif, paru en 1985  : The Anthropic Cosmological Principle.
Les ouvrages de Tipler The Physics of Immortality: Modern Cosmology, God and the Resurrection of the Dead et The Physics of Christianity ont été critiqués par les milieux athées, rationalistes et par certains scientifiques, mais leur auteur prétend qu'il s'agit d'ouvrages théologiques présentant des fondements scientifiques. Frank Tipler n'appuie pas les croyances créationnistes de certains groupes de fondamentalistes chrétiens, mais il conclut à l'existence d'un dessein intelligent. 
David Deutsch, physicien britannique, prix Paul Dirac 1998 et prix 2002 du calcul quantique, professeur de physique à l'Université d'Oxford et spécialiste de l'informatique quantique, s'est référé aux travaux de Frank Tipler concernant le principe anthropique et la théorie du point Oméga. Il la cite dans son livre The Fabric of Reality comme un excellent exemple d'une théorie valable pour saisir la totalité de la réalité plutôt qu'en la réduisant à ses composantes.

## Physique de l'immortalité
Dans un ouvrage de physique spéculative paru en 1994 et intitulé The Physics of Immortality (« La Physique de l’immortalité »), Frank Tipler développe, à la suite de Pierre Teilhard de Chardin, sa propre théorie du point Oméga (sans référence explicite au penseur français), expliquant comment une résurrection physique des morts pourrait se réaliser au terme de l'évolution du cosmos. Il postule que les humains vont évoluer en machines et transformer ainsi tout le cosmos en un superordinateur universel. Peu de temps avant le grand bouleversement que constitue le point Oméga, ce superordinateur – doté d'une capacité de mémoire illimitée – effectuera la résurrection dans son cyberespace, reconstruisant ainsi des êtres décédés (à partir d'informations qu'il aura capturées) comme des avatars dans son méta-univers. Au terme de ce processus, la limite du point Oméga sera atteinte. Il y aura alors une société d’êtres omniscients, omniprésents et omnipotents, que Tipler identifie à Dieu.
Tipler affirme qu’à une certaine distance temporelle du point Oméga, la technologie sera si avancée qu’il sera possible de ressusciter physiquement ou virtuellement les morts, ces deux modalités de la résurrection pouvant se confondre selon le scénario suivant. Etant donné que le superordinateur d’alors aura une puissance infinie, il pourra simuler en réalité virtuelle, avec une précision infinie, le passé de l’Univers tout entier depuis le Big Bang, et donc, en particulier, l’apparition de la vie sur Terre, celle des êtres humains et de toutes les autres formes de vie intelligente. Comme, en outre, le superordinateur sera capable de placer ses créatures dans un environnement dans lequel elles ne mourront pas et où tous leurs souhaits seront réalisés, Tipler conclut que le point Oméga verra la résurrection des morts dans un milieu paradisiaque où tous les désagréments de l’existence auront été supprimés au profit des diverses formes de plaisir. L’Univers à son stade terminal sera alors un univers de bonheur et de sagesse, mais aussi de pensées et de nombres purs.
Le physicien britannique David Deutsch, pionnier dans le domaine de l'informatique quantique, partage la conception cosmologique du point Oméga telle qu'elle est développée par Tipler dans The Physics of Immortality. Bien qu'il critique son point de vue théologique, il envisage comme lui la possibilité de ressusciter les personnes décédées à l'aide d'ordinateurs quantiques.

## Œuvres publiées
- (en) John D. Barrow et Frank J. Tipler, The Anthropic Cosmological Principle, Oxford University Press, décembre 1985, 1re éd., 736 p. (ISBN 019282147-4 et 978-019282147-8).
- The Physics of Immortality, New York 1994  (ISBN 0-385-46799-0)
- (en) Frank J Tipler, The Physics of Christianity, New York, Doubleday, 2007, 319 p. (ISBN 978-0-385-51424-8 et 0-385-51424-7)